# Birkenwald
Birkenwald é uma ex-comuna francesa na região administrativa de Grande Leste, no departamento do Baixo Reno. Estendeu-se por uma área de 5,12 km². Em 2010 a comuna tinha 291 habitantes (densidade: 56,8 hab./km²).
Em 1 de janeiro de 2016 foi fundida com as comunas de Allenwiller, Salenthal e Singrist para a criação da nova comuna de Sommerau.